# فيليبو فورتين
فيليبو فورتين (بالإيطالية: Filippo Fortin)‏ (و. 1989  م) هو دراج على المضمار، وراكب دراجة هوائية، من إيطاليا، ولد في البندقية، يلعب كعداء دراجات ‏.

## روابط خارجية
- فيليبو فورتين على موقع الاتحاد الدولي للدراجات (الإنجليزية)
- فيليبو فورتين على موقع أرشيف الدراجات (الإنجليزية)
- فيليبو فورتين على موقع إحصائيات الدراجات الإحترافية (الإنجليزية)
- فيليبو فورتين على موقع نسبة الدراجات (الإنجليزية)
- فيليبو فورتين على موقع CycleBase (الإنجليزية)